# Seberg (film, 2019)
Pour les articles homonymes, voir Seberg.
Pour plus de détails, voir Fiche technique et Distribution.
Seberg est un film policier biographique américano-britannique réalisé par Benedict Andrews (en), sorti en 2019. Il évoque l'histoire de l'actrice Jean Seberg et de ses liens avec Hakim Jamal et les Black Panthers.

## Synopsis
Alors icône de la Nouvelle Vague française, après avoir joué dans À bout de souffle de Jean-Luc Godard aux côtés de Jean-Paul Belmondo, Jean Seberg décide de retourner à Los Angeles. Dans l'avion, elle rencontre Hakim Jamal (Anthony Mackie), célèbre activiste des Black Panthers et cousin de Malcolm X, et les deux tissent une relation amoureuse. Elle devient alors l’objet d’une surveillance illégale du FBI dans le cadre de son programme COINTELPRO. Sa vie est ainsi étalée avec indécence et Jean Seberg est alors entraînée dans une dégringolade psychologique qui lui sera fatale.

## Fiche technique
Sauf indication contraire, les informations mentionnées dans cette section peuvent être confirmées par la base de données cinématographiques IMDb,  présente dans la section « Liens externes ».
- Titre : Seberg
- Réalisation : Benedict Andrews (en)
- Scénario : Joe Schrapnel et Anna Waterhouse
- Direction artistique : Justin Allen
- Décors : Jahmin Assa
- Costumes : Michael Wilkinson
- Montage : Pamela Martin
- Photographie : Rachel Morrison
- Production : Marina Acton, Fred Berger, Kate Garwood, Stephen Hopkins, Brian Kavanaugh-Jones, Bradley Pilz et Alan Ritchson
  - Production exécutive : Philip W. Shaltz, Joe Schrapnel, Stephen Spence, Dan Spilo, Marsha L. Swinton, Peter Touche et Anna Waterhouse
- Sociétés de productions : Phreaker Films, Bradley Pilz Productions et Automatik Entertainment
- Société de distribution : Amazon Studios
- Pays d'origine :  États-Unis
- Langue originale : anglais
- Format : couleur
- Genre : policier, thriller, biographie
- Dates de sortie :
  - Italie : 30 août 2019 (Mostra de Venise 2019)
  - France : 13 septembre 2019 (Festival de Deauville)
  - Monde : 24 juillet 2020 (en VOD sur Amazon)

## Distribution
- Kristen Stewart (VF : Noémie Orphelin) : Jean Seberg
- Anthony Mackie (VF : Jean-Baptiste Anoumon) : Hakim Jamal
- Jack O'Connell (VF : Sébastien Desjours) : Jack Solomon
- Margaret Qualley (VF : Edwige Lemoine) : Linette Solomon
- Colm Meaney (VF : Paul Borne) : Frank Ellroy
- Zazie Beetz (VF : Annie Milon) : Dorothy Jamal
- Vince Vaughn (VF : Jérôme Rebbot) : Carl Kowalski
- Yvan Attal (VF : lui-même) : Romain Gary
- Stephen Root (VF : Philippe Vincent) : Walt Breckman
- Ser'Darius Blain : Louis Lewis
- James Jordan : Roy Maddow
- Jade Pettyjohn : Jenny Kowalski
- Cornelius Smith Jr. (en) : Ray Robertson
- Gabriel Sky : Diego Gary

 Source et légende : version française (VF) sur RS Doublage et le carton du doublage français.

## Distinctions

### Sélections
- Mostra de Venise 2019 : Hors compétition
- Festival du cinéma américain de Deauville 2019 : Hors compétition
- Festival du film de Zurich 2019: "Premières Gala[2]", à l'occasion de la remise du Golden Eye Award à Kristen Stewart
- Festival du film de Londres 2019 : Hors compétition